# Добро (Високо)
Добро је насељено мјесто у граду Високом, Босна и Херцеговина.

## Становништво
|         | 2013.      | 1991.        | 1981.        | 1971.        |
| Укупно  | 6 (100,0%) | 84 (100,0%)  | 84 (100,0%)  | 107 (100,0%) |
| Бошњаци | 6 (100,0%) | 66 (78,57%)1 | 59 (70,24%)1 | 77 (71,96%)1 |
| Срби    | –          | 18 (21,43%)  | 25 (29,76%)  | 30 (28,04%)  |

1. 1 На пописима од 1971. до 1991. Бошњаци су пописивани углавном као Муслимани.